# 2MASS J08354256-0819237
2MASS J08354256-0819237是一顆位於長蛇座附近的棕矮星，距離地球23.5光年。